# ویتوریا پوچینی
ویتوریا پوچینی (ایتالیایی: Vittoria Puccini؛ زادهٔ ۱۸ نوامبر ۱۹۸۱) یک بازیگر اهل ایتالیا است.
وی بازیگر فیلم‌هایی همچون نرون، الیسا، بوکاچیوی شگفت‌انگیز، مکان، محاکمه، با یک نگاه و ۱۸ هدیه بوده‌است.